# Restes prehistòriques de Cortadeta
Les restes prehistòriques de Cortadeta és un jaciment arqueològic situat prop de les cases de la possessió de Cortadeta del municipi de Llucmajor, Mallorca. Està constituït per una taca de ceràmica, trobant-se la màxima concentració en la part més elevada del terreny.